# Glanz-Kerbel
Der Glanz-Kerbel (Anthriscus nitidus) ist eine Pflanzenart aus der Gattung der Kerbel (Anthriscus) innerhalb der Familie der Doldenblütler (Apiaceae). 

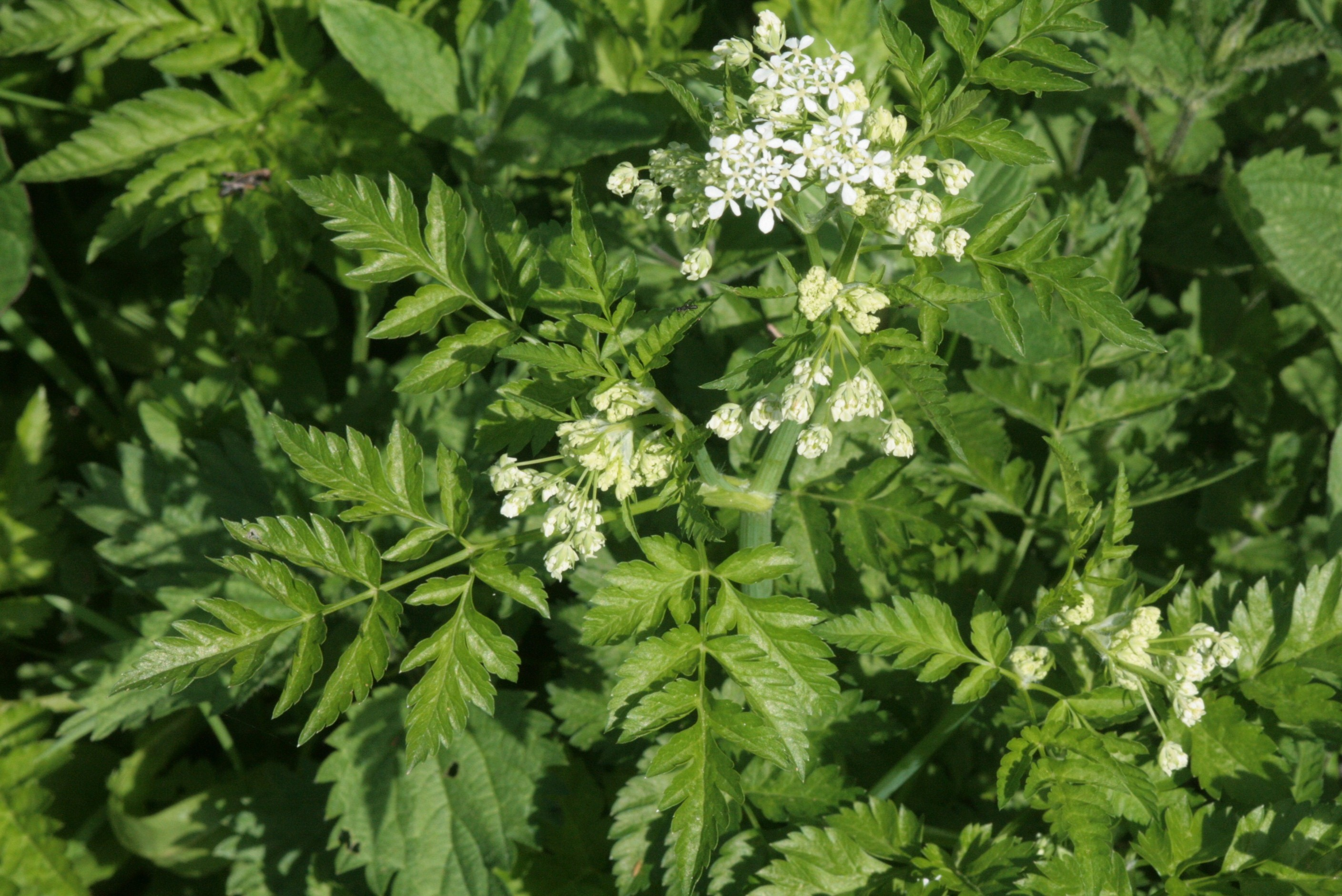
Blüten und Blätter

## Beschreibung
Der Stängel der Pflanze ist kahl oder zerstreut borstig. Die Blätter sind doppelt dreizählig gefiedert und unterseits stark glänzend. Jede der beiden untersten Fiedern ist fast so groß wie der Rest der Spreite. Randblüten strahlend. Die Kronblätter sind nicht bewimpert. Am Grund der Blüten/Frucht befindet sich kein Kranz von Borstenhaaren. Die Früchte sind nur 5–7 mm lang und kürzer als ihr Stiel.

## Ökologie
Beim Glanz-Kerbel handelt es sich um einen Hemikryptophyt. Sein typischer Standort sind montane, frische bis sickerfeuchte Buchen- und Schluchtwälder, sowie Waldränder. Er ist zudem kalkhold und nährstoffanspruchsvoll.

## Vorkommen
Der Glanz-Kerbel kommt von Mittel- bis Südosteuropa vor. Er wächst dabei in nährstoffreichen Krautsäumen (Aegopodion +Alliarion) und Ahorn-Schluchtwäldern (Lunario-Acerion)

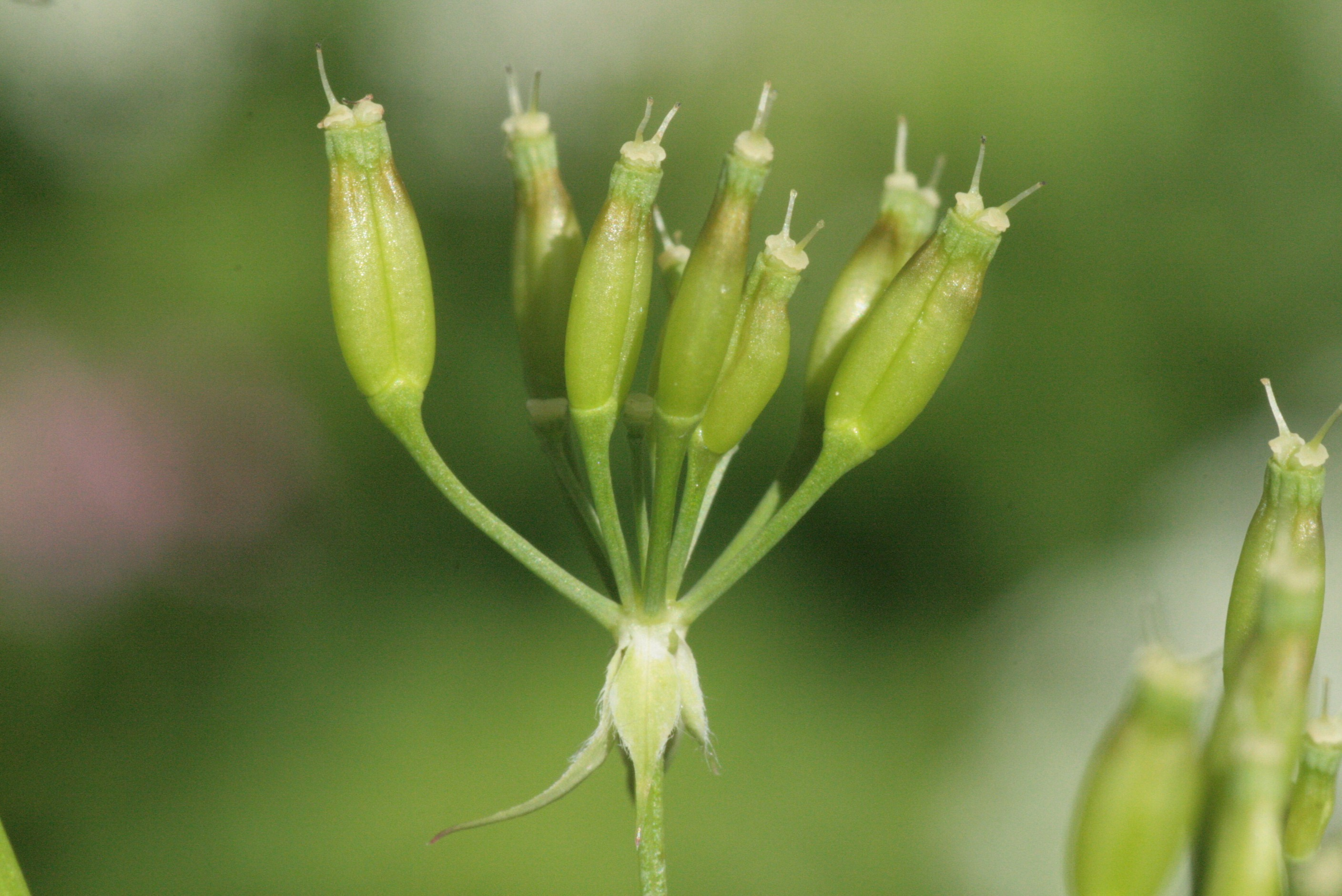
Früchte

## Synonyme
- Anthriscus sylvestris var. nitidus (Wahlenb.) Briq. in Annuaire Conserv. Jard. Bot. Genève 4: 196 (1900)
- Cerefolium nitidum (Wahlenb.) Čelak. in Arch. Naturwiss. Landesdurchf. Böhmen 3: 586 (1875)
- Chaerefolium nitidum (Wahlenb.) Domin in Preslia 13-15: 157 (1935)
- Chaerefolium sylvestre subsp. nitidum (Wahlenb.) Schinz & Thell. in Vierteljahrsschr. Naturf. Ges. Zürich 53: 554 (1909)
- Chaerophyllum nitidum Wahlenb. in Fl. Carpat. Princ.: 85 (1814)
- Selinum nitidum (Wahlenb.) E.H.L.Krause in J.W.Sturm, Deutschl. Fl. Abbild., ed. 2. 12: 69 (1904)[3]